# Ophiomyia atralis
Ophiomyia atralis är en tvåvingeart som beskrevs av Spencer 1961. Ophiomyia atralis ingår i släktet Ophiomyia och familjen minerarflugor. Inga underarter finns listade i Catalogue of Life.